# Wimpelstaartkolibrie
De wimpelstaartkolibrie (Trochilus polytmus) is een vogel uit de familie van de kolibries (Trochilidae). De wetenschappelijke naam van de soort werd in 1758 gepubliceerd door Carl Linnaeus.
Het is een algemeen voorkomende vogel op Jamaica en tevens de nationale vogel van dat land. Het is de typesoort van het geslacht Trochilus en de familie Trochilidae (alle kolibries).

## Veldkenmerken

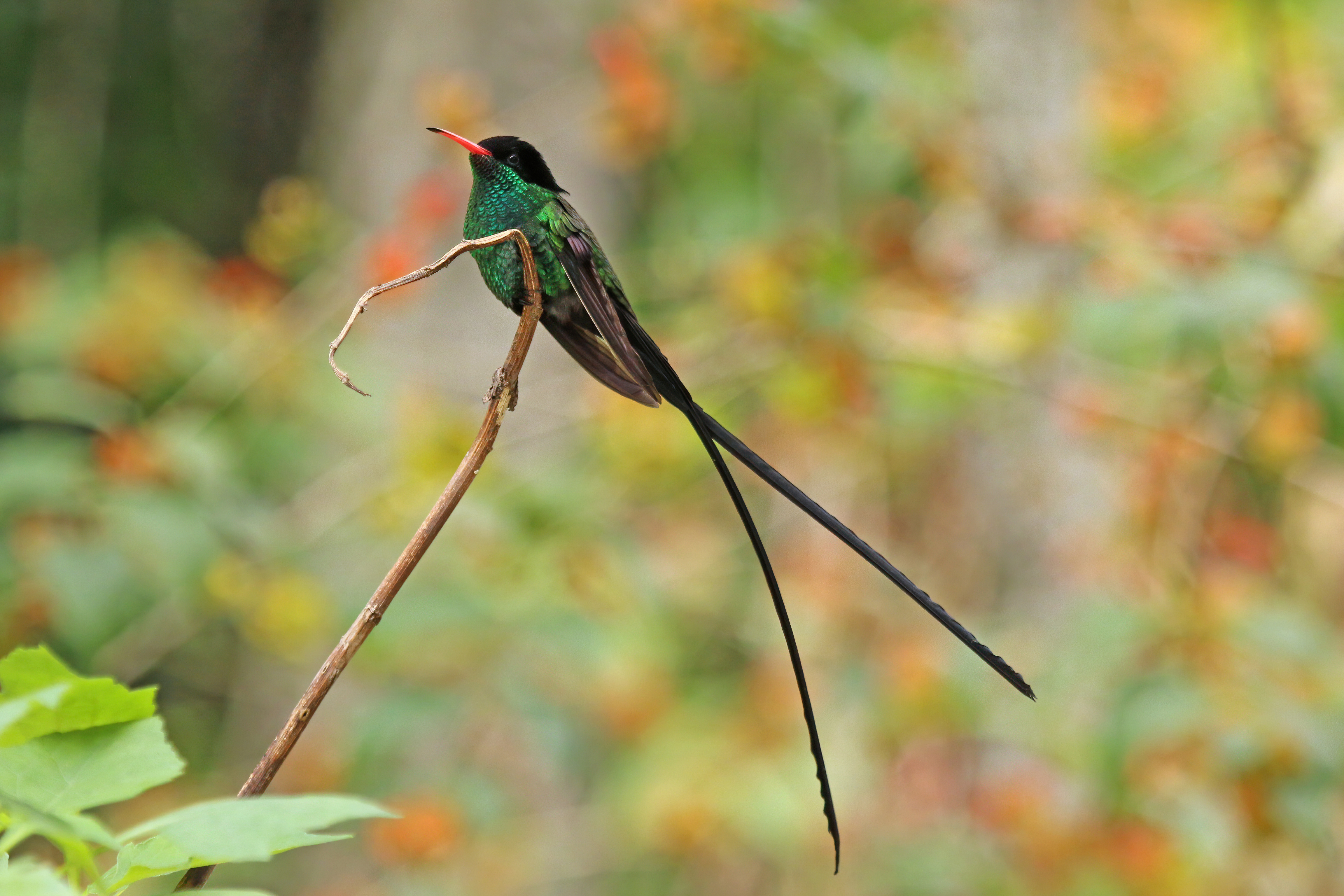
Mannetje wimpelstaartkolibrie

De vogel is 22 tot 25 cm lang (inclusief staartveren van gemiddeld 10,5 cm). Het mannetje is helder iriserend groen met twee lange staartveren. Die staart is gevorkt; alleen de buitenste staartveren zijn extra lang. De kruin is zwart, evenals de staartveren. Het vrouwtje is groen van boven en wit van onder. Haar staartveren zijn niet zo overdreven lang en hebben witte stippen. De snavel is meestal rood, behalve bij populaties in het oosten van Jamaica.

## Verspreiding en leefgebied
Deze soort is endemisch op Jamaica. De leefgebieden bestaan uit diverse typen groenblijvend bos, vooral op berghellingen, maar ook moerasbos. In mangrovebos wordt de vogel weinig gezien.

## Status
De vogel komt alleen voor op Jamaica, maar heeft daar een ruim verspreidingsgebied en daardoor is de kans op de status kwetsbaar (voor uitsterven) gering. De grootte van de wereldpopulatie is niet gekwantificeerd. Men veronderstelt dat de soort stabiel is. Om deze redenen staat de wimpelstaartkolibrie als niet bedreigd op de Rode Lijst van de IUCN. 